# オグチ・オニェウ
オグチアル・チジオケ・"オグチ"・オニェウ（Oguchialu Chijioke "Oguchi" Onyewu, 1982年5月13日 - ）は、アメリカ合衆国・ワシントンD.C.出身の元同国代表サッカー選手。現役時代のポジションはDF（センターバック）。
両親はナイジェリアからの移民。ベルギー国籍も保有する。

## 選手経歴

### スタンダール
20歳で欧州のリーグでプレーし、2004年に移籍したスタンダール・リエージュでブレイク。5シーズンで179試合に出場し16ゴールを挙げ、2007-08、2008-09シーズンのジュピラー・リーグ連覇に貢献した。

### ミラン
スタンダールとの契約満了後の2009年7月7日、イタリアのACミランへ移籍。アメリカ人選手がセリエAのクラブに所属したのはアレクシー・ララス（カルチョ・パドヴァに在籍）以来13年振りであった。ミランでは即戦力として期待されていたが、10月14日に行われた2010 FIFAワールドカップ・北中米カリブ海予選のコスタリカ戦で着地に失敗し左膝蓋腱を断裂。結局この怪我でシーズンを棒に振る結果となった。
2010年5月17日、負傷中のクラブによる支援に謝意を示すため無報酬で契約を1年間延長した。11月5日の練習中にズラタン・イブラヒモヴィッチと口論となる。イブラヒモヴィッチのオニェウに対する強烈なタックルが事の発端と見られ、このプレーに激怒したオニェウがイブラヒモヴィッチに飛び掛かったことで一触即発の事態に発展することとなった。
結局ミランでは出場機会に恵まれず、2011年1月11日にオランダのFCトゥヴェンテにレンタルに出された。シーズン終了後にミランに復帰したが、すでにセンターバックにはアレッサンドロ・ネスタ、チアゴ・シウヴァの2人が不動のレギュラーとして君臨しており、さらにバックアッパーにもマリオ・ジェペスやASローマから獲得したフィリップ・メクセスがおり余剰戦力となったため構想外となった。

### スポルティングCP
6月28日、ポルトガルのスポルティングCPに移籍した。
2012年8月31日、ロケ・サンタ・クルスと共にスペインのマラガCFにレンタル移籍。

### イングランド復帰
2013年10月23日にイングランド2部のクイーンズ・パーク・レンジャーズFCに加入したが、翌年1月に契約を解除しシェフィールド・ウェンズデイFCに加入した。シーズン終了後にフリーとなったが、10月31日にチャールトン・アスレティックFCと翌年1月までの契約を締結。12月29日にはシーズン終了まで契約を延長した。

### フィラデルフィア・ユニオン
シーズンを終えイングランドを去ると、1年半の間無所属となる。2017年1月30日、以前よりトレーニングに参加していたフィラデルフィア・ユニオンへ加入。15年間の欧州でのプレーを経て、初めて母国でプロとしてプレーすることとなった。
2018年9月17日、自身のInstagramにて現役を引退することを発表した。

### 代表
アメリカ代表としては2004年10月13日のパナマ戦でデビュー。2005年のゴールドカップではホンジュラス戦で代表初ゴールを決めるなどチームの優勝に貢献し、大会ベストイレブンにも選出された。ドイツW杯にも出場したものの、ガーナ戦で決勝点となるPKを与え、この試合でチームのグループリーグ敗退が決定した。2009年のコンフェデレーションズカップではジェイ・デメリットとのコンビで準決勝のスペイン戦を無失点に抑えるなどチームの準優勝に貢献。決勝ではブラジルに2-3で逆転負けしたものの、前半に2点を先制するなど健闘した。

## 引退後
2018年12月6日、USLリーグ1（アメリカ3部相当）に所属するオーランド・シティSC・Bチームのスポーティングディレクターに就任した。

## 人物
両親はイボ族出身であり、勉学のためにナイジェリアからワシントンD.C.へ移住した。それぞれ2人ずつ兄弟と姉妹がいる。母国語である英語の他、フランス語、イタリア語、ポルトガル語が堪能。カトリックを信仰している。
2018年2月、ヴァージニア州リッチモンドにジムを開業している。

## 代表歴

### 出場大会
- アメリカ代表
  - 2006 FIFAワールドカップ
  - 2010 FIFAワールドカップ

### 試合数
- 国際Aマッチ 69試合 6得点（2004年-2014年）[20]

| アメリカ代表 | 国際Aマッチ | 国際Aマッチ |
| 年           | 出場        | 得点        |
| ------------ | ----------- | ----------- |
| 2004         | 2           | 0           |
| 2005         | 9           | 1           |
| 2006         | 6           | 0           |
| 2007         | 11          | 1           |
| 2008         | 10          | 3           |
| 2009         | 13          | 0           |
| 2010         | 7           | 1           |
| 2011         | 4           | 0           |
| 2012         | 4           | 0           |
| 2013         | 2           | 0           |
| 2014         | 1           | 0           |
| 通算         | 69          | 6           |

## タイトル
クラブ
ラ・ルヴィエール
- ベルギー・カップ : 2003

スタンダール
- ジュピラー・リーグ : 2007-08, 2008-09
- ベルギー・スーパーカップ : 2008

トゥヴェンテ
- KNVBカップ : 2011

代表
アメリカ合衆国
- CONCACAFゴールドカップ : 2005, 2007

個人
- ジュピラー・リーグ ベストイレブン : 2004-05, 2007-08
- ジュピラー・リーグ 最優秀外国人選手 : 2003, 2004, 2005
- USサッカー・アスリート・オブ・ザ・イヤー : 2006